# Leptomonas
Leptomonas – rodzaj pasożytniczych pierwotniaków należący do rodziny świdrowców (Trypanosomatidae).
Należą tutaj następujące gatunki:
- Leptomonas bütschlii
- Leptomonas ciliatorum
- Leptomonas jaculum
- Leptomonas karyophilus